# Kʼinich Kan Bahlam II
Kʼinich Kan Bahlam II, còn được gọi là Chan Bahlum II (635—702), là một nhà vua Maya của thành phố Palenque. Ông lên ngôi vào ngày 10 tháng 1 năm 684, vài tháng sau khi cha và người tiền nhiệm của ông, Kʼinich Janaab Pakal I và cho đến khi mất.

## Tiểu sử

Hình chữ của Kʼinich Kan Bahlam II

Ông tiếp tục dự án đầy tham vọng là trang hoàng cho Palenque bằng nghệ thuật và kiến trúc do vua cha đã khởi nguồn; Sự bổ sung quan trọng nhất của ông cho thành phố Palenque là Đền thờ thập tự giá và là tấm bản vị ở giữa của Khu phức hợp đền thờ thập tự giá (Ruinas-Palenque, Chiapas, Mexico). Ông được kế nhiệm bởi em trai ông, Kʼinich Kʼan Joy Chitam II, một anh khác có thể là Tiwol Chan Mat (648—680).